# أنتوني منساه
أنتوني منساه (بالإنجليزية: Anthony Mensah)‏ (31 أكتوبر 1972 بكوماسي في غانا - ) هو لاعب كرة قدم غاني في مركز حراسة المرمى، شارك في الألعاب الأولمبية الصيفية 1992. ولعب مع أشانتي كوتوكو.

## وصلات خارجية
- أنتوني منساه على موقع الاتحاد الدولي (مؤرشف)  (الإنجليزية)
- أنتوني منساه على موقع قاعدة بيانات كرة القدم.إي يو (الإنجليزية)
- أنتوني منساه على موقع ناشيونال فوتبول تيمز (الإنجليزية)
- أنتوني منساه على موقع عالم كرة القدم.نت (الإنجليزية)
- أنتوني منساه على موقع اللجنة الأولمبية الدولية (الإنجليزية)
- أنتوني منساه على موقع أوليمبيديا (الإنجليزية)